# آنا هوفمن-اودگرن

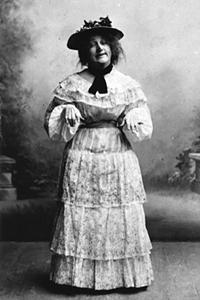

آنا ماریا ویکتوریا هوفمن-اودگرن سوئدی: Anna Maria Viktoria Hoffman-Uddgren ‏ née Hammarström (زاده ۲۳ فوریه ۱۸۶۸ در استکهلم - درگذشته ۱ ژوئن ۱۹۴۷ در Bromma) هنرپیشه، خواننده کاباره، هنرمند، کارگردان سینما و تئاتر سوئدی
در سوئد «آنا هوفمن-اودگرن» در یک دورهٔ دو سال (۱۹۱۰ و ۱۹۱۱) شش فیلم - از جمله یک اقتباس اولیه از «میس جولی استریندبرگ» - ساخت و بدین ترتیب عنوان دومین کارگردان زن را در تاریخ سینما پس از آلیس گی-بلاش به دست آورد.

## فیلمشناخت
1. فقط یک رؤیا (۱۹۱۱)
2. وسوسه گران استکهلم (۱۹۱۱)
3. جاذبه‌های دختران استکهلم (۱۹۱۲)
4. خواهران (۱۹۱۲)
5. میس جولی (۱۹۱۲)
6. پدر (۱۹۱۲)